# بونچو
بونچو (به ژاپنی: 文中 Bunchū)، نام نام عصر ژاپنی در دوره نانبوکوچو در دربار جنوبی پس از کنتوکو و قبل از تنجو بود. این دوره از اکتبر ۱۳۷۰ تا مه ۱۳۷۵ میلادی را در بر می‌گرفت. امپراتورهای سلطنتی در دربار جنوبی امپراتور چوکی و در دربار شمالی امپراتور گو-انیو بودند.